# Бурчалкін Лев Дмитрович
Лев Дмитрович Бурчалкін (9 січня 1939, Ленінград — 7 вересня 2004, Санкт-Петербург) — радянський футболіст, нападник, радянський і російський тренер. Майстер спорту (1961), заслужений тренер Росії.

## Кар'єра

### Клубна
Влітку 1952 року у віці 13 років був зарахований до дитячої команди СК «Більшовик». Займався футболом під керівництвом тренерів Бориса Левіна-Когана, Володимира Кускова, Бориса Орєшкіна. Спочатку грав на позиції центрального захисника.
На початку 1957 року за підсумками передсезонного збору «Зеніту» отримав запрошення до дублюючого складу команди, де став виступати вже в амплуа нападника. У чемпіонаті СРСР дебютував 15 вересня 1957 року в домашньому матчі проти «Динамо» Київ.
Взимку грав у хокей за «Кіровець», входив до збірних Ленінграда.
Через колір волосся був відомий під прізвиськом «Рудий», серед журналістів носив прізвисько «Виручалкін», оскільки часто забивав вирішальні голи. Наприклад, у 1963 році став автором шести переможних голів, усього на його рахунку 24 переможні голи, ще 10 принесли команді нічию.
Невеликого зросту, гармонійно складений, технічний, вдало діяв у дриблінгу та в підіграванні.
Отримував пропозиції перейти в київське «Динамо», через наряд із ЦСКА, що «оселився» в його квартирі, був змушений перейти на нелегальне становище і стати студентом машинобудівного технікуму з метою отримання відстрочки від армії, але всю кар'єру провів у «Зеніті».
Перший гол забив 26 жовтня 1957 року у своєму четвертому матчі куйбишевським «Крилам Рад». Найпам'ятнішим вважав гол, забитий з 25-30 метрів у «дев'ятку» Льву Яшину в матчі 14 липня 1958 року «Динамо» Москва — «Зеніт» 1:4.
З приходом у команду 1961 року Євгенія Єлісєєва став одним із лідерів, отримав капітанську пов'язку.
1967 року при тренері Аркадії Алові «Зеніт» виступав невдало, Бурчалкіна влітку на два місяці відправили «лікуватися» до санаторію. Після закінчення сезону йому запропонували перейти до полтавського «Колоса», але новий тренер «Зеніту» Артем Фальян умовив Бурчалкіна залишитися.
За тренера Євгена Горянського на початку 1970-х став грати в півзахисті. Влітку 1972 року в Бурчалкіна виник гострий конфлікт із Горянським, тренер вирішив розлучитися з гравцем. Однак керівництво ленінградського футболу вимагало дати можливість Бурчалкіну зіграти свій ювілейний, 400-й матч у чемпіонаті. 8 вересня 1972 року у віці 33 років Бурчалкін провів 400-й матч, у якому забив свій 78-й гол (згодом підрахунки статистиків показали, що ця гра насправді була 402-ою). Ця гра стала для нього останньою, хоча за власним зізнанням він міг би відіграти ще 2-3 роки.
Загалом за «Зеніт» у чемпіонаті провів 16 сезонів, у кожному з яких забивав хоча б один гол. У Кубку СРСР зіграв 21 гру, забив 4 м'ячі.

### У збірній
20 травня 1964 року провів єдину гру у складі національної команди СРСР проти Уругваю (1:0).
У травні-червні 1964 року зіграв два матчі за олімпійську збірну СРСР. У відбіркових вирішальних іграх до Олімпійських ігор 1964 року проти збірної НДР заміняв на лівому фланзі атаки травмованого капітана команди Валерія Лобановського. Обидва матчі закінчилися внічию 1:1. У вирішальній грі на нейтральному полі тренер В'ячеслав Соловйов виставив замість Бурчалкіна Валерія Фадєєва і команда СРСР програла 1:4.

## Тренерська

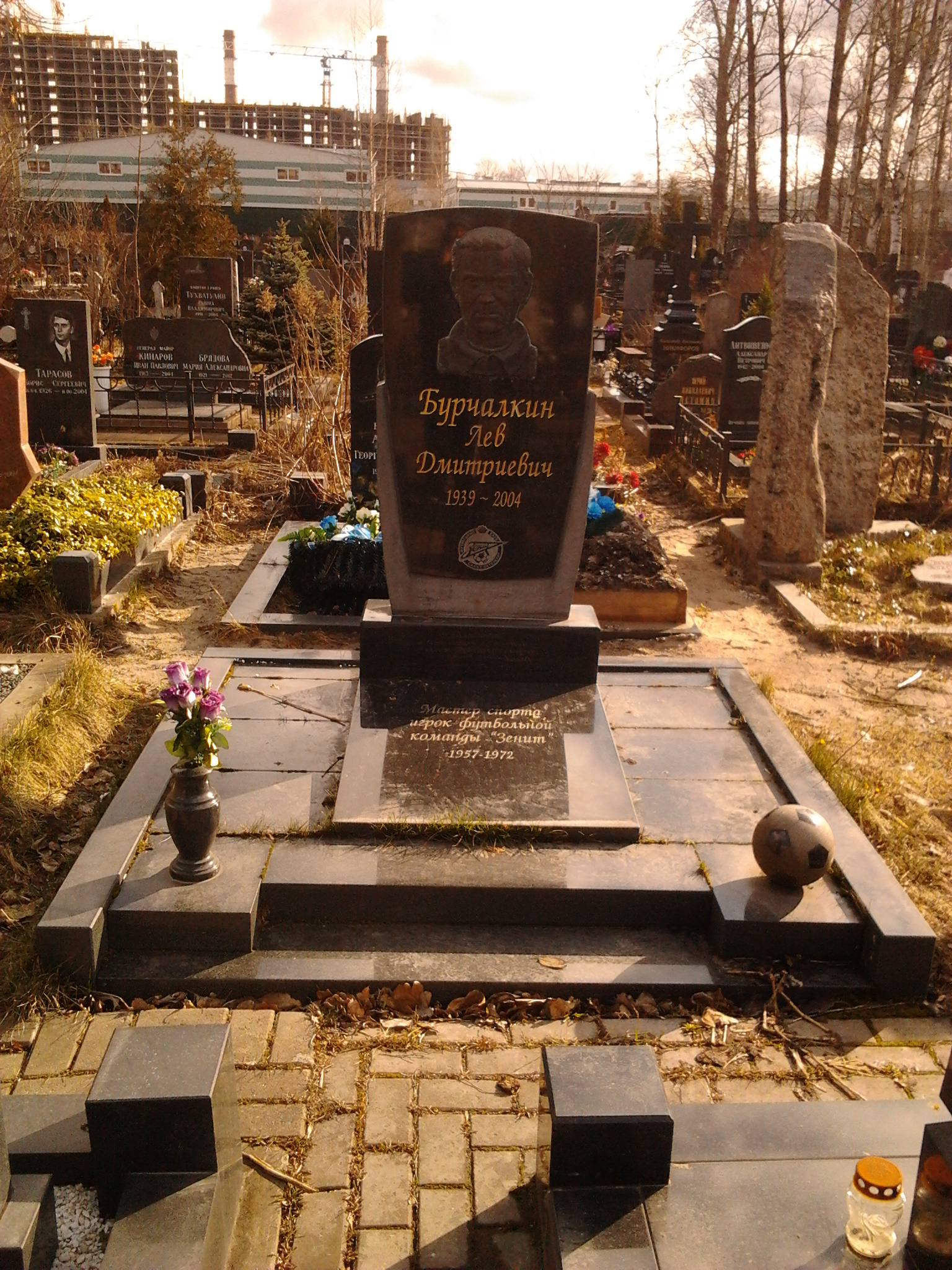
Могила Л. Д. Бурчалкіна на Серафимівському цвинтарі Санкт-Петербурга.

У 1973—1976 роках тренував владивостоцький «Луч». Під його керівництвом клуб займав 8-ме, 4-те, 3-те і 5-те місця у своїй зоні другої ліги.
Після закінчення Вищої школи тренерів працював державним тренером збірних команд по Ленінграду. У 1977 році — начальник команди «Динамо» Ленинград. Був відповідальним за проведення футбольного відбіркового турніру ленінградської групи Олімпійських ігор 1980 року. Через рік йому запропонували очолити збірну Венесуели, але через те, що, тренуючи «Луч», Бурчалкін був закріплений за оборонним підприємством «Ера», йому було заборонено виїжджати за кордон протягом п'яти років. Аналогічна ситуація склалася наступного року, коли з'явилася можливість працювати на Сейшельських островах.
Пізніше Бурчалкін працював на Мальдівських островах, де спочатку тренував юнацькі команди привілейованих шкіл, а пізніше став головним тренером команди «Виктори», яку утримував рентгенолог Володимир Бондаренко. Після Бурчалкіна тренером команди став Віктор Носов.
Наприкінці 1987 року Бурчалкін на запрошення Станіслава Завідонова увійшов до тренерського штабу «Зеніту», де працював 1,5 року. З червня 1989 року по травень 1990 року був директором спортивної школи на Невському заводі. З вересня 1990 по 1991 рік — головний тренер карагандинського «Шахтаря».
В 1992 знову очолював «Луч», під його керівництвом клуб вийшов у Вищу лігу. У 1993 році став головним тренером клубу «Космос-Кіровець», а після зняття команди в середині сезону, очолив петербурзький «Локомотив». У сезоні-1995 знову тренував «Луч».
У 1996—1997 роках працював тренером «Зеніту» у штабі Павла Садиріна. У 1998—2000 і 2002 роках — головний тренер «Зеніту-2», серед підопічних Бурчалкіна були майбутні лідери «Зеніту» та збірної Росії — Андрій Аршавін та В'ячеслав Малафєєв. У 2001 — головний тренер клубу «Псков-2000».
Помер після тривалої хвороби 7 вересня 2004 року. У вересні 2006 року на Серафимівському цвинтарі на могилі Бурчалкіна було відкрито пам'ятник.
З 2016 року в Санкт-Петербурзі проводиться щорічний міжнародний дитячо-юнацький турнір з футболу на Кубок Лева Бурчалкіна.

## Статистика
| Сезон | Лига | Лига | Кубки | Кубки | Итого | Итого |
| Сезон | Игры | Голы | Игры  | Голы  | Игры  | Голы  |
| ----- | ---- | ---- | ----- | ----- | ----- | ----- |
| 1957  | 5    | 1    | 1     | 0     | 6     | 1     |
| 1958  | 10   | 3    | 0     | 0     | 10    | 3     |
| 1959  | 16   | 2    | 1     | 0     | 17    | 2     |
| 1960  | 19   | 1    | 0     | 0     | 19    | 1     |
| 1961  | 31   | 11   | 5     | 1     | 36    | 12    |
| 1962  | 29   | 12   | 0     | 0     | 29    | 12    |
| 1963  | 38   | 10   | 0     | 0     | 38    | 10    |
| 1964  | 32   | 4    | 1     | 0     | 33    | 5     |
| 1965  | 32   | 8    | 1     | 1     | 33    | 9     |
| 1966  | 34   | 5    | 3     | 0     | 37    | 5     |
| 1967  | 25   | 3    | 0     | 0     | 25    | 3     |
| 1968  | 37   | 3    | 1     | 0     | 38    | 3     |
| 1969  | 32   | 6    | 0     | 0     | 32    | 6     |
| 1970  | 25   | 4    | 4     | 1     | 29    | 5     |
| 1971  | 27   | 4    | 4     | 1     | 31    | 5     |
| 1972  | 10   | 1    | 0     | 0     | 10    | 1     |
| Всего | 402  | 78   | 21    | 4     | 423   | 82    |

## Нагороди
- Медаль ордену «За заслуги перед Батьківщиною» II ступеня (4 вересня 1997) — за заслуги перед державою, великий внесок у розвиток фізичної культури та спорту та у зв'язку зі 100-річчям вітчизняного футболу